# Карапетян, Давид Артёмович
Карапетян Давид Артёмович (род. 1 февраля 2000, Махачкала) — российский дзюдоист, чемпион и призёр чемпионатов России, Мастер спорта России по дзюдо. Победитель юниорского первенства Европы.

## Биография
Москвич Давид Карапетян после победы над Тимуром Арбузовым из ЮФО в финале весовой категории до 81 кг на чемпионате России по дзюдо в Екатеринбурге сказал, что добился успеха в первую очередь за счет подготовки.
Воспитанник ЦСиО «Самбо-70» Москомспорта Давид Карапетян (тренеры Кабанов Д. Б., Богатырев Д. В., Сальников В. В.) уверенно выступил в весовой категории до 81 кг и завоевал «золото» Первенства Европы по дзюдо! Все встречи Давид завершил досрочно, в финале одержал победу .
Спортсмен из Пятигорска Давид Карапетян завоевал «золото» Первенства Европы по дзюдо среди юниоров. В составе сборной России он боролся на татами с сильнейшими соперниками в своей возрастной группе.
Победитель первенства Европы среди юниоров Давид Карапетян заявил «Матч ТВ», что Международная федерация дзюдо (IJF) допустила россиян на турнир в Монголию, потому что весь вид спорта — это большая дружная семья.

## Спортивные достижения
- Первенство мира до 21 года 2019 год г. Марракеш[6][7][8] — ;
- Первенство Европы до 21 года в г. Пореч 2020 год[9][10][11] — ;
- Первенство России до 21 года 2018 г. Назрань[12][13][14] — ;
- Чемпионат России по дзюдо 2022[15][16][17] — ;
- Дзюдо на Всероссийской спартакиаде 2022 — ;
- Большой шлем ОАЭ 2023 год в Абу-Даби — ;